# 瓜佛島
瓜佛島（Isla Guafo）是智利的小島，位於奇洛埃島西南方和喬諾斯群島西北方，島嶼面積75,000英畝（300平方公里），地貌以丘陵、河谷和溪流為主，島上木林面積65,000英畝（260平方公里），常住人口只有住在燈塔的4名智利海軍人員。這地區因洋流有豐富的魚產，而地理位置和盛行的西風使之成為一個暴風多雨的地方。

## 外部連結
- Faro Isla Guafo, Chile （页面存档备份，存于）

43°36′S 74°43′W / 43.600°S 74.717°W